# Nieznanów
Nieznanów (ukr. Незнанів, Neznaniw) – wieś w rejonie kamioneckim obwodu lwowskiego.
Założona w 1476 roku. Wieś prawa wołoskiego, położona była w drugiej połowie XV wieku w województwie bełskim. W II Rzeczypospolitej miejscowość była siedzibą gminy wiejskiej Nieznanów w powiecie kamioneckim województwa tarnopolskiego. Wieś liczy 759 mieszkańców (2021).